# Neometra sappho
Neometra sappho is een haarster uit de familie Calometridae.
De wetenschappelijke naam van de soort werd in 1947 gepubliceerd door Austin Hobart Clark.